# 肖斯威克 (印第安納州)
肖斯威克（英語：Shawswick）是位於美國印地安納州勞倫斯縣的一個非建制地區。該地的面積和人口皆未知。